# Grögling
Grögling ist ein Gemeindeteil der Stadt Dietfurt an der Altmühl im Landkreis Neumarkt in der Oberpfalz (Bayern).

## Lage
Das Dorf Grögling liegt am südlichen Rand des Altmühltales zwischen Kottingwörth und Töging. Von der Staatsstraße 2230 führt ein Anliegerweg über eine Altmühlbrücke in den kleinen Ort. Eine Wegverbindung gibt es zur Kottingwörthermühle.

## Geschichte
„Chregelingen“, die bajuwarische Siedlung (6./7. Jahrhundert) eines Gregilo, war ursprünglich wohl nur ein Meierhof, der später in einem Adelssitz der Herren von Grögling (Turmhügel Grögling) aufging, denen man seit circa 1100 begegnet. Seit etwa 1160 nannten sie sich Grafen von Grögling-Dollnstein, bis sie sich um 1200 die Burg Hirschberg erbauten und sich nach dem neuen Sitz „Grafen von Hirschberg“ nannten (erstmals für 1205 nachweisbar). Den Grafentitel führten sie aufgrund ihrer ursprünglichen Grafschaft „Otinpurc“ (Ottenburg) im Freisinger Gebiet, von der sie von den Wittelsbachern verdrängt worden waren. Grögling und Dollnstein waren ihr Lehen als Stiftsvögte des Eichstätter Bischofs. Ihre Gröglinger Stammburg wurde nach ihnen von Eichstätter Ministerialen verwaltet, die sich nach Grögling benannten; so tritt 1169 ein „Gozwinus de Chreglingen“ als Urkundenzeuge auf. 1304 gab der letzte Hirschberger Graf, Gebhard VII., Grögling testamentarisch dem Eichstätter Bischof zurück; er starb 1305. In der Auseinandersetzung zwischen dem Bischof und Bayern um das Erbe wurde Grögling im Gaimersheimer Schiedsspruch dem Bischof zugesprochen.
Auch das Benediktiner-Kloster Plankstetten machte Ansprüche auf den Ort geltend. In einem weiteren Schiedsspruch wurde am 23. Juni 1306 in Eichstätt der Burgstall und Hof mit allem Zubehör sowie Wälder am Talhang dem Eichstätter Bischof Johann I. endgültig zugesprochen. Das Kloster ging aber nicht leer aus: Es erhielt die Fischwasser mit Grundstücken, das Hochholz und Weingärten. Der Weinzierl musste drei von vier Eimern – wie es 1465 festgehalten ist – an das Kloster abführen, erhielt aber vom Kloster den Mist zur Düngung. Das Hochholz hatte das Kloster unter der Bedingung erhalten, das benötigte Zimmerholz für die benachbarte eichstättische Kottingwörthermühle zu liefern. Vogtei und Gerichtsbarkeit lagen für diese plankstettischen Güter ebenfalls beim klösterlichen Richteramt. 
Eichstätt dagegen gab seinen Gröglinger Grundbesitz nach 1306 dem Rittergut Töging zu Lehen. 1584 kamen Güter an den Bischof zurück, verblieben aber unter der Verwaltung des Richteramtes Töging. Ende des 18. Jahrhunderts gehörten vier Untertanen zu Plankstetten und nur einer zu Töging; die Hochgerichtsbarkeit lag beim Oberamt Beilngries-Hirchberg. An dieser Aufteilung änderte sich nichts bis zur Säkularisation 1802.
Bei der Säkularisation kam das untere Hochstift, zu dem das Richteramt Töging und damit auch die Grögling gehörte, an Großherzog Erzherzog Ferdinand III. von Toskana und 1806 an Bayern und dort in das Landgericht Beilngries. 1809 wurde aus Grögling, Amtmannsdorf und Vogelthal der Steuerdistrikt Amtmannsdorf gebildet (ab 1811 Ruralgemeinde). Mit dem Gemeindeedikt von 1818 wurde Grögling Teil der Gemeinde Vogelthal. 1830 hatte Grögling bei sechs Anwesen 30 Einwohner, das Dorf Vogelthal bei 30 Anwesen 70 Einwohner. Im Bezirksamt bzw. Landkreis Beilngries liegend, schloss sich die Gemeinde Vogelthal bei der bayerischen Gebietsreform von 1972, die die Auflösung dieses Landkreises mit sich brachte, der Gemeinde Dietfurt im Altmühltal im Landkreis Neumarkt in der Oberpfalz an. 

### Burgstall
Der Gröglinger Adelssitz war eine von der Altmühl ringsum umflossene Wasserburg der Turmhügelburg Grögling auf dem Areal neben der heutigen Filialkirche. Sie zerfiel ab 1305 oder bereits eher. Von ihr künden nur noch unregelmäßige Erderhöhungen.

### Kirchliche Verhältnisse
Kirchlich gehörte Grögling zur Urpfarrei Kottingwörth und ist auch heute noch eine Filiale der katholischen Pfarrei Kottingwörth. Die wohl schon vorwillibaldinische Kirche war dem hl. Koloman geweiht. Die heutige Kirche, den römischen Märtyrern Johannes und Paulus geweiht, wurde 1781 erbaut. Der einschiffige, 1932 etwas abgeänderte Bau hat ein eingestelltes Türmchen. Er besitzt einen einzigen Altar, und zwar im Nazarener-Stil, seitlich mit je einer gotischen Holzfigur (um 1500), die beiden Kirchenpatrone in römischer Rüstung darstellend.

## Persönlichkeiten
- Gebhard II. von Grögling, Bischof von Eichstätt 1125-1149, wohl ein Sohn von Graf Ernst I. von Grögling, Mitstifter des Klosters Plankstetten (1129)
- Hartwig (IV.) von Grögling, Bischof von Eichstätt 1195-1223, Sohn des Grafen Gerhard I. von Grögling aus seiner 2. Ehe mit der Sophie von Sulzbach, Erbtochter von Graf Gebhard III.